# Zbehy
Zbehy (bis 1927 slowakisch auch „Izbehy“; ungarisch Üzbég) ist eine Gemeinde im Okres Nitra innerhalb des Nitriansky kraj in der Slowakei mit 2276 Einwohnern (Stand 31. Dezember 2024).

## Geographie

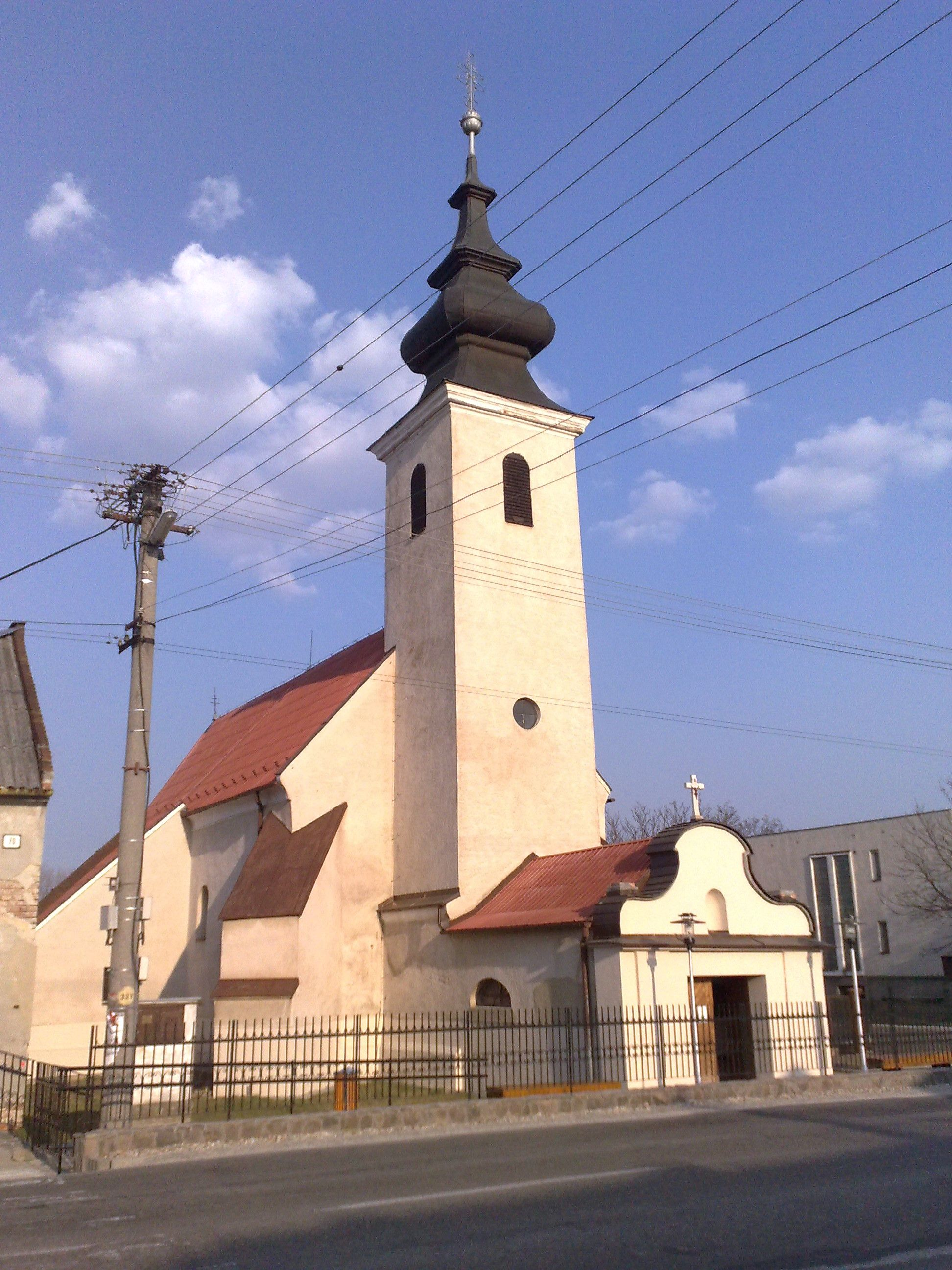
Kirche der Kreuzerhöhung

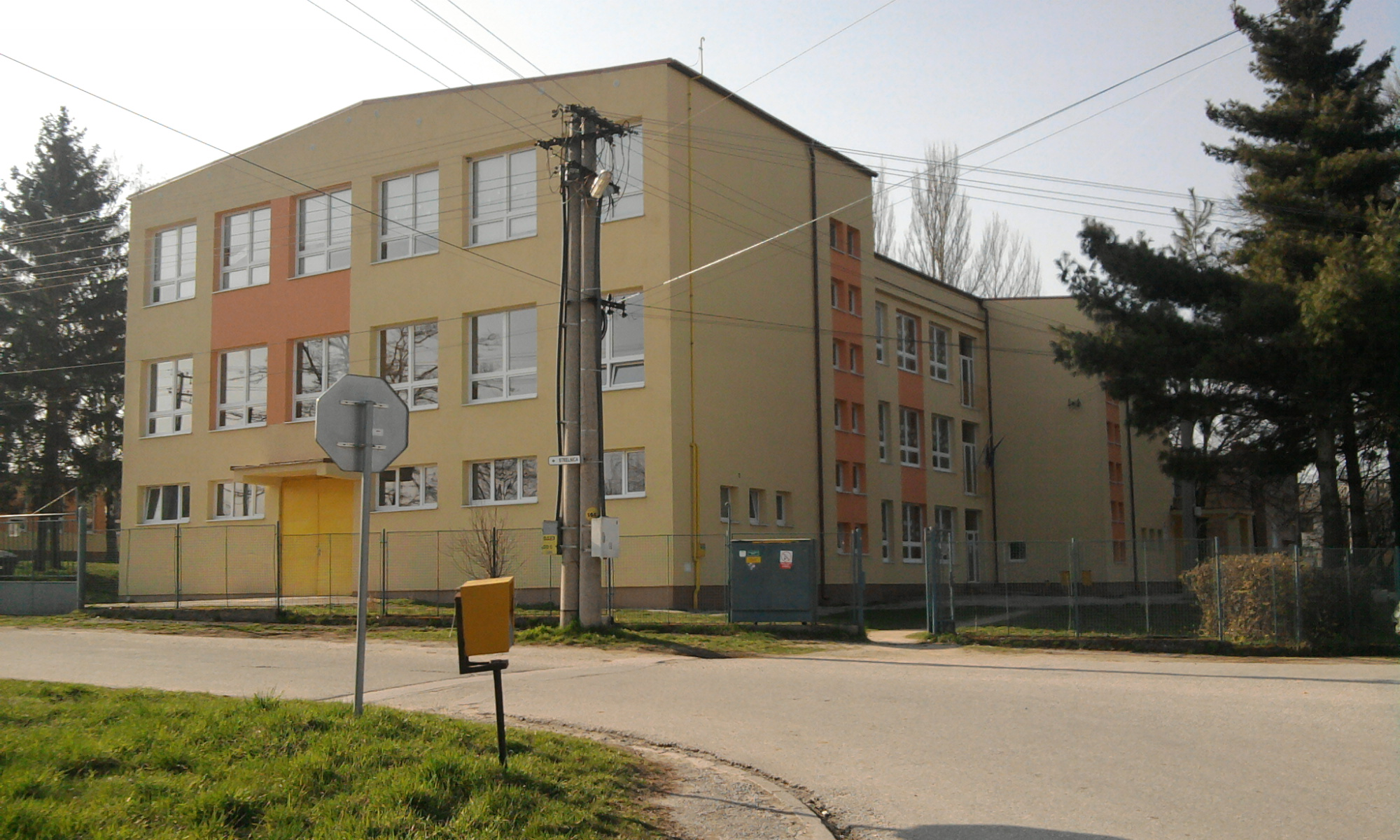
Örtliche Grundschule

Die Gemeinde liegt im slowakischen Donauhügelland, am Flüsschen Radošinka, zwischen dem Zusammenfluss mit dem Bach Andač und der Mündung in die Nitra. Zbehy ist 10 Kilometer von Nitra und 21 Kilometer von Hlohovec entfernt. 
Verwaltungstechnisch ist die Gemeinde in den Hauptort Zbehy sowie den vier Kilometer nordwestlich gelegenen Ortsteil Andač (1986 eingemeindet, ungarisch Kisandacs) gegliedert.

## Geschichte
Der Ort wurde zum ersten Mal wohl 1156 als Jegu schriftlich erwähnt. 

## Bevölkerung
| Jahr                | 1994 | 2004    | 2014    | 2024    |
| ------------------- | ---- | ------- | ------- | ------- |
| Anzahl der Personen | 2044 | 2171    | 2261    | 2276    |
| Unterschied         |      | +6,21 % | +4,14 % | +0,66 % |

| Jahr                | 2023 | 2024    |
| ------------------- | ---- | ------- |
| Anzahl der Personen | 2238 | 2276    |
| Unterschied         |      | +1,69 % |

Ergebnisse nach der Volkszählung 2001 (2101 Einwohner):
| Nach Ethnie: - 98,47 % Slowaken - 0,52 % Tschechen - 0,29 % Magyaren - 0,24 % Mähren | Nach Religion: - 92,00 % römisch-katholisch - 3,76 % konfessionslos - 2,90 % keine Angabe - 1,09 % evangelisch |